# Libertin
Ne doit pas être confondu avec libéral, libertaire ou libertarien.
Un libertin est un adepte de la liberté de pensée, qui se permet de s'écarter des normes culturelles, intellectuelles, morales ou sexuelles de son temps (pouvant donc se rapprocher, suivant les points de vue, de l'hédonisme ou de l'immoralisme). Par extension à partir de la seconde moitié du XVIIIe siècle, ce terme désigne souvent au sens vulgaire de libertin de mœurs celui qui s’adonne aux plaisirs charnels hors des liens du mariage, voire à la sexualité de groupe, à l'encontre des mœurs conventionnelles. 

## Historique
Dans sa version d’origine, un libertin — du latin libertinus, « esclave qui vient d’être libéré », « affranchi » — est celui qui remet en cause les dogmes établis autrement dit, c’est un libre penseur (ou libertin d’esprit) dans la mesure où il est affranchi, en particulier, de la métaphysique et de l’éthique religieuse (exemple : Dom Juan de Molière). Au XVIIe siècle, le terme désigne donc encore essentiellement des scientifiques et des intellectuels comme Cyrano de Bergerac.

### Naissance du libertinisme auXVIesiècle
Le terme « libertin » apparait pour la première fois dans De l’institution du prince de Guillaume Budé (1547). C’est Jean Calvin qui a popularisé ce terme avec son pamphlet, Contre la secte phantastique et furieuse des libertins qui se nomment spirituelz (1545), au point qu’il passe pour en être l’inventeur.
Au XVIe siècle en Italie, le libertinage est un courant de pensée relisant les théories du philosophe grec Épicure né avec Cardano, Paracelse, Machiavel, avant d’être continué au siècle suivant par Gassendi.

### Libertinisme intellectuel duXVIIesiècle
Affirmant l’autonomie morale de l’homme face à l’autorité religieuse (aspect surtout spéculatif de la liberté d’esprit), il débouche au XVIIIe siècle sur la forme moderne de l’esprit critique : appliqué à la réalité, expérimental. Critique envers le dogmatisme, le libertinage refuse la notion de système philosophique ; il se constitue davantage sur une pluralité d'essais philosophiques portant sur divers thèmes, convergeant dans une même critique de la religion et du dogme.
Matérialistes, les libertins considèrent que tout dans l’univers relève de la matière, laquelle impose, seule, ses lois. Ils estiment donc que la compréhension du monde relève de la seule raison, reniant, pour beaucoup, la notion de Créateur. Sur le plan politique, ils considèrent que les prêtres participent à la domination des princes sur les peuples, régnant sur eux par la superstition,. L'école de Padoue conteste en particulier la notion de miracles et d'oracles, affirmant la seule existence du déterminisme naturel.
Alors que la monarchie française repose sur une légitimité divine, on comprend facilement la menace que pouvaient représenter des individus se voulant indépendants de toute contrainte religieuse ou moraliste, établie par l’Église, l’État ou la Tradition ; ce d’autant que les libertins appelaient de leurs vœux l’apparition d’une société reposant sur le mérite (et non sur les privilèges) dans un esprit de justice et d’entente sociale.

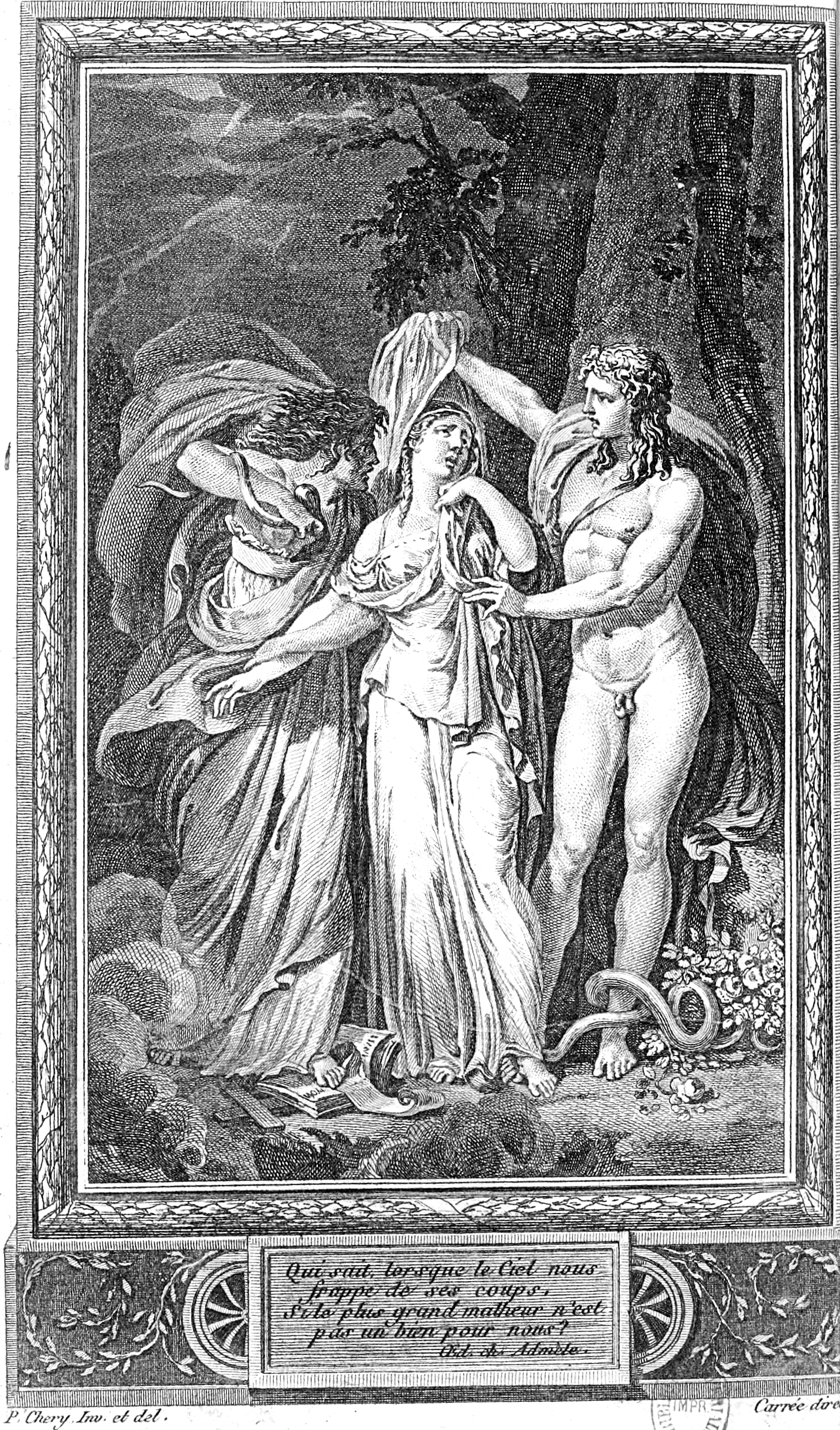
Gravure représentant une femme entre les allégories de la Luxure et de l'Irréligion.

Toutefois, considérant que l'obéissance du peuple repose sur les mensonges des prêtres, ils se montrent extrêmement prudents et secrets : il ne s'agit pas en effet de révéler à tous les impostures du clergé. Ces idées sont ainsi exposées par Giulio Cesare Vanini « Si la liberté de penser est totale, il n’en est pas de même de la liberté d’expression qui doit s’imposer quelques règles ». Mais le secret de ces petits clubs de réflexion (les Dupuy à Paris) n'est pas qu'une précaution politique : c'est aussi une position théorique assumée, qui reprend la distinction de Montaigne entre le public et le privé, équilibrant le scepticisme avec un apparent conformisme au-dehors. La superstition qui fonde l'obéissance indispensable du peuple est ainsi contrastée avec l'examen raisonné de toutes choses par le philosophe.
La politique est, pour l'essentiel, considérée comme une tromperie (voir Les considérations politiques sur les coups d'État de Gabriel Naudé) — position qui converge fortement avec celle de Pascal. Or, si Pascal critique les « demi-habiles », à savoir les libertins (Pascal lui-même vécut une jeunesse libertine, avant d'embrasser de façon quasi mystique le jansénisme), parce qu'ils veulent révéler des vérités dangereuses et ne savent pas s'élever à des vérités d'un rang supérieur, les libertins sont eux-mêmes loin de vouloir révéler les supercheries de la religion, qui lie le peuple. Ils sont en effet « d’autant plus discrets que le pouvoir repose sur l’apparence et qu’il suffirait d’une démystification pour qu’il se retrouve privé des moyens de s’exercer ».
Si l’on ne retient aujourd’hui volontiers que l’aspect sensuel et vaguement immoral du libertinage, ce rejet d’une morale dogmatique se fonde sur la négation de l'existence de Dieu, qui légitime l’envie de jouir de sa vie terrestre. Le libertinage n'est pas pour autant immoral : le Theophrastus redivivus, traité anonyme de 1659, préfigure l'athée vertueux de Pierre Bayle, qui fera l'éloge de Spinoza dans son Dictionnaire. Le libertinage prône un relativisme moral, pour lequel la morale chrétienne n'est pas un absolu, mais un mode de règlement des rapports sociaux, de la même façon que le sont les lois.
Parallèlement à ce mouvement se développe une école du doute : un courant de pensée né en Italie remet en question la science s’appuyant sur Aristote et figée par les dogmes religieux (thomisme). Une réflexion naît sur les rapports entre la foi et la raison. Les grandes découvertes géographiques ébranlent le dogme de l’univers chrétien au centre du monde. La redécouverte des chefs-d’œuvre païens démontrent que l’art et la beauté peuvent exister en dehors de toute référence chrétienne. L'anthropologie permet à La Mothe le Vayer de relativiser la Révélation divine revendiquée par le christianisme, en rabattant celui-ci sur le paganisme. Les découvertes scientifiques mettent en contradiction le fait scientifique et le dogme religieux. Les perturbations politiques et les conflits religieux affaiblissent la confiance que l’on peut avoir envers des dirigeants religieux.
Vers 1615, un groupe de poètes athées (François Maynard, Mathurin Régnier, Boisrobert, Tristan L'Hermite, Saint-Amant et Théophile de Viau) forme une cabale. Ils se considèrent comme des « antéchrists » et diffusent des œuvres anonymes défendant leurs thèses. On les considère à l’époque comme des sorciers et des sorcières. Plusieurs œuvres sont publiées dans ces années :
- Gabriel Naudé, Apologie pour les grands personnages soupçonnés de magie, 1625 et Considerations politiques sur les Coups d’État, 1652
- Gassendi, De vita et moribus Epicuri, 1647.
- La Mothe Le Vayer, Discours (1655) ; Traités (1662) ; Dialogues (1669).

En 1647, Pierre Gassendi réhabilite la philosophie d’Épicure. Ouvrant la voie au libertinage de mœurs, ces idées se font plus discrètes, après la condamnation de certains libertins à la mort (le philosophe Jules César Vanini périt sur le bûcher en 1619), à l’emprisonnement ou à l’exil.
En 1659, est publié le Theophrastus redivivus, un compendium d'extraits d'auteurs anciens qui tente une relecture de l'histoire de la philosophie en tant qu'histoire de l'athéisme. À la fin du siècle, Hobbes et Spinoza seront intégrés, à tort ou à raison, dans cette « généalogie d'une philosophie athée ». Ainsi, en 1721, l'auteur présumé de La Vie et l’esprit de M. Benoit Spinoza, qui reprend en fait un ouvrage blasphématoire intitulé le Traité des trois imposteurs, Jean Maximilien Lucas, y fait l'apologie de la méthode exégétique décrite dans le Traité théologico-politique.

### Libertinage agissant duXVIIIeauXXIesiècle
Au siècle des Lumières, l’amalgame entre libre-pensée et immoralité et, partant, dépravation sexuelle, est consommé. Le libre-penseur du XVIIe siècle est devenu, au XVIIIe siècle, philosophe, tandis que le libertin n’est plus qu’un débauché dénué de valeurs morales. Le libertinisme acquiert, de même, un nouveau suffixe péjoratif pour devenir le « libertinage », d’autant plus que la libre-pensée au XVIIIe siècle va beaucoup s'attacher à la question du corps, sous l'influence d'auteurs comme Denis Diderot.
Se posant sur une référence plus ou moins explicite aux intellectuels et écrivains du libertinage philosophique, en particulier sur les auteurs les plus « érotiques » (Sade, Laclos, Diderot), les pratiques libertines contemporaines (clubs libertins, échangisme, mélangisme) s'appuient sur le matérialisme rationaliste pour contester et remettre en question, de fait, les principes jugés puritains des sociétés occidentales.
Même si ces pratiques dites libertines se sont démocratisées – et que leur aspect militant tend à s'effacer – la dimension de « libre-pensée » est aujourd'hui reprise par diverses publications libertines telles que des magazines en ligne ou autres[réf. nécessaire].
Cet aspect des choses est souvent négligé par les penseurs de la société contemporaine et diverses études en sciences sociales tendent à montrer aujourd'hui le lien entre les pensées philosophiques libertines (XVIIe et XIXe siècles) et les pratiques sexuelles et érotiques actuelles.[réf. nécessaire]

### Le roman libertin duXVIIIesiècle

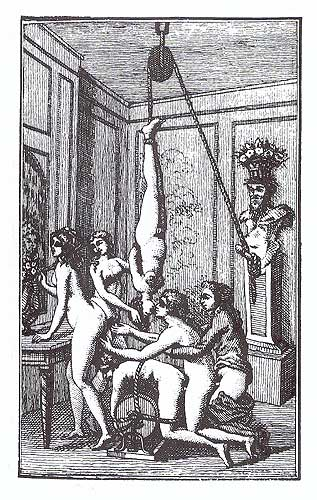
Gravure illustrant un roman de Sade.

Difficile de parler d’écriture libertine sans évoquer les auteurs de romans libertins comme Crébillon, Sade ou Laclos, autant d’auteurs du XVIIIe siècle. Pourtant des auteurs considérés comme « libertins » semblent se faire connaître dès le XVIe siècle, mais moins pour leurs œuvres que pour l’esprit frondeur qu’ils y instillaient. Ainsi, des historiens humanistes étaient taxés de « libertinage » de par leurs travaux qui remettaient en cause l’histoire officielle souvent complaisante envers la monarchie et ses représentants les plus influents.
C’est donc bien au XVIIIe siècle que l’écriture libertine à proprement parler prend une tout autre dimension. Elle met en scène, à travers le roman, une liberté de penser et d’agir qui se caractérise le plus souvent par une dépravation morale, une quête égoïste du plaisir. Des œuvres majeures comme Les Liaisons dangereuses de Laclos ou encore Les Égarements du cœur et de l'esprit de Crébillon fils, ont introduit de nouveaux codes, une nouvelle façon de penser, d’écrire et de décrire le libertinage. La vie en société est présentée comme un jeu de dupes, dont les libertins maîtrisent à la perfection les codes et enjeux. La séduction y est un art complexe que l’on entreprend par défi, désir ou amour-propre. La femme est identifiée comme une proie à « entreprendre », qui finit plus ou moins rapidement par céder devant son « chasseur ». On retrouve bien souvent, prodiguée par un libertin, une initiation au sexuel, au cynisme, au comportement à adopter en société, destinée à celui ou celle qui devra lui succéder dans ses préceptes. L’expression choisie est fine, raffinée, souvent allusive, tranchant avec une littérature dite licencieuse.